# Angelo Trevisani
 (juin 2016).
Si vous disposez d'ouvrages ou d'articles de référence ou si vous connaissez des sites web de qualité traitant du thème abordé ici, merci de compléter l'article en donnant les références utiles à sa vérifiabilité et en les liant à la section « Notes et références ».
Angelo Trevisani (né Angelo Barbieri à Venise en 1669 et mort vers 1754) est un peintre italien de la fin de la période baroque de l'école vénitienne qui a été actif à Venise à la fin du XVIIe et au début du  XVIIIe siècle.

## Biographie
Angelo Trevisani a été l'élève d'Andrea Celesti et  été influencé par Antonio Balestra. Bartolomeo Nazari a été l'un de ses élèves.
Son frère, Francesco Trevisani né à Capodistria, a peint principalement à Rome sous le patronage du cardinal Pietro Ottoboni.

## Œuvres
- La Guérison de l'aveugle  ("La guarigione del cieco nato") Église San Francesco della Vigna à Venise, vers 1720.
- Expulsion des changeurs de monnaie du temple, église Saints-Cosme-et-Damien, Giudecca Venise.
- Vision de sainte Thérèse, San Pietro in Oliveto, Brescia.
- Madone, galerie à Madrid.
- Peintures au sanctuaire de la Madonna del Pilastrello, Lendinara.
- Putti musiciens.
- Ange gardien.
- Autoportrait.

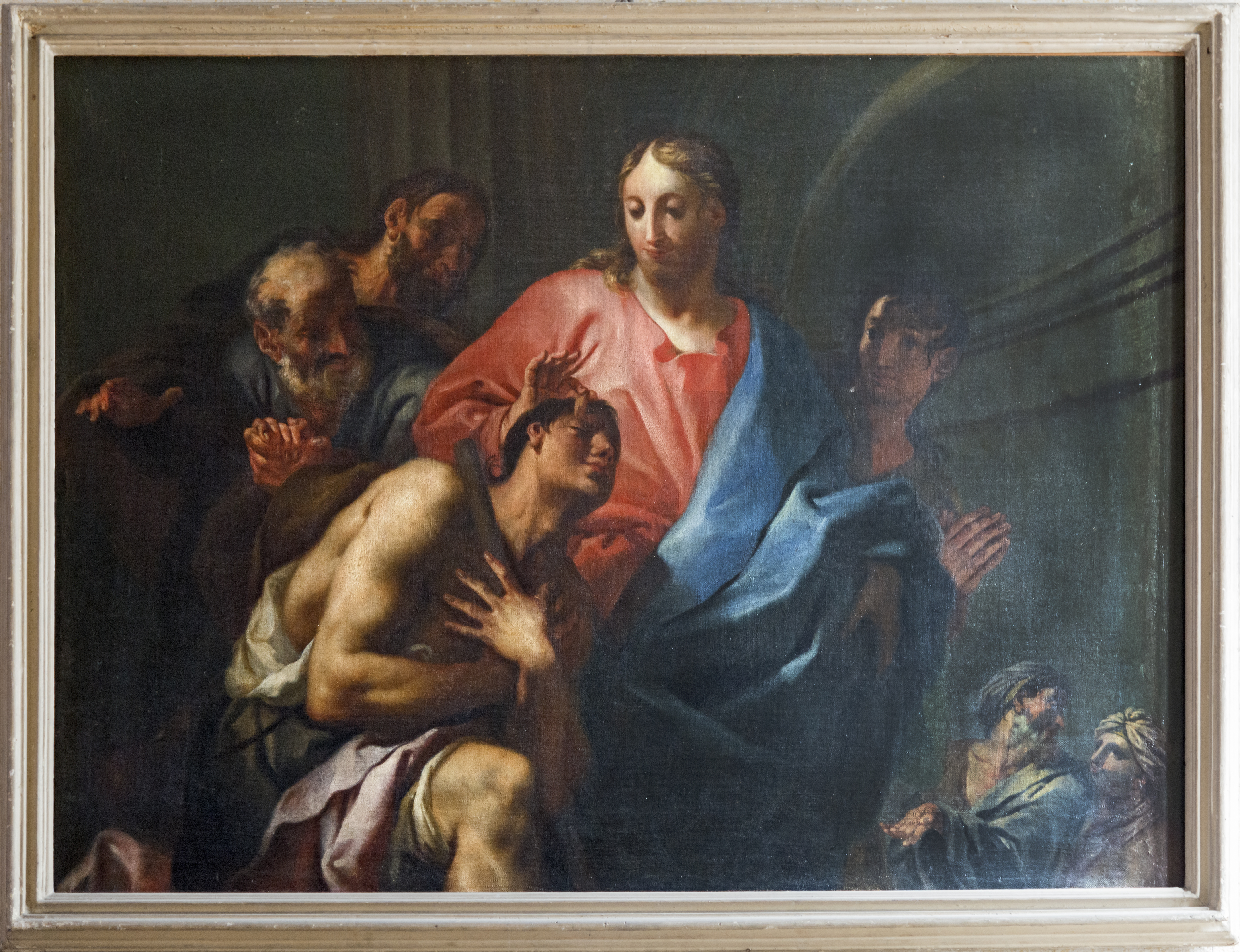
La guérison de l'aveugle, San Francesco della Vigna, Venise